# Francisco de Montejo, el adelantado
Francisco de Montejo (Salamanca, 1479(?) - Sevilla, 1553) was een Spaans conquistador die zonder succes poogde Yucatán te onderwerpen. In Yucatán staat hij beter bekend als El Adelantado, om hem te onderscheiden van zijn zoon Francisco de Montejo, el mozo.
Montejo nam deel aan de verovering van Cuba onder Diego Velázquez de Cuéllar, de eerste verkenning van de Mexicaanse golfkust van Juan de Grijalva en Hernán Cortés' verovering van het Azteekse Rijk.
Montejo werd door koning Karel I van Spanje benoemd tot adelantado en kapitein-generaal van Yucatán benoemd en probeerde de Maya's van Yucatán te verslaan. Montejo landde in 1527 op Cozumel en in imitatie van Cortés bij diens onderwerping van de Azteken bracht hij zijn schepen tot zinken. Montejo verkende de oostkust van het schiereiland tot Chetumal en bracht de Maya's enkele slagen toe, maar ziektes en inheems verzet dwongen hem in 1528 tot het afblazen van zijn campagne.
In 1530 onderwierp hij Tabasco en begon vanuit het westen opnieuw met een campagne tegen de Maya's van Yucatán. Dit keer had hij meer succes en stichtte hij Spaanse nederzettingen bij Champotón, Chetumal, Chichén Itzá en Dzilam, maar het Maya-verzet op het schiereiland, geleid door de Spaanse schipbreukeling Gonzalo Guerrero, bleef enorm. De opbrengsten van de veldtocht waren echter gering en nadat het nieuws dat Francisco Pizarro het rijke Peru had ontdekt deserteerden de meesten van zijn manschappen. In 1535 waren de Spanjaarden weer bijna geheel van Yucatán verdreven.
Montejo's zoon slaagde er tussen 1540 en 1542 alsnog in Yucatán te onderwerpen. Montejo zelf trok naar het zuiden om Chiapas en Honduras te onderwerpen, waarin hij matig succesvol was. Hij keerde terug naar Yucatán in 1546 om gouverneur te worden, maar werd na klachten over machtsmisbruik in 1550 gedwongen op te stappen. Hij keerde terug naar Spanje om zijn zaak te bepleiten bij de Raad van de Indiën, maar overleed voor over zijn zaak werd beslist.